# ذي أصبح (شبام)

تعديل مصدري - تعديل

ذي أصبح هي إحدى قرى عزلة شبام بمديرية شبام التابعة لمحافظة حضرموت، بلغ تعداد سكانها 456 نسمة حسب تعداد اليمن لعام 2004.